# Francisco (måne)
Francisco er en af planeten Uranus' måner. Den blev opdaget den 13. august 2003 af Matthew J. Holman, John J. Kavelaars, Dan Milisavljevic og Brett J. Gladman, og fik lige efter opdagelsen den midlertidige betegnelse S/2001 U 3.
Med en massefylde på 1500 kilogram pr. kubikmeter består Francisco formodentlig overvejende af is, med et islæt af klippemateriale. Dens overflade er temmelig mørk, og tilbagekaster kun 4 % af det lys der falder på den.
| Astronomi | Spire Denne artikel om astronomi er en spire som bør udbygges. Du er velkommen til at hjælpe Wikipedia ved at udvide den. |